# Collegio elettorale di Ales
Il collegio elettorale di Ales è stato un collegio elettorale uninominale del Regno di Sardegna. Fu costituito con la legge  n. 1409 del 27 gennaio 1856, legge che riordinava i collegi dell'isola.
Comprendeva i territori di Ales, Assolo, Mogorella, Uras, Masullas, Pompu, Siris, Simala e Simaxis.

## Storia
Nel collegio si svolsero votazioni per due legislature.

## Dati elettorali

### VI legislatura
Le votazioni si svolsero in 204 collegi uninominali a doppio turno dopo la modifica dei collegi della Sardegna nel 1856; venne applicata la normativa del 1848 (al primo turno un numero di voti maggiore di un terzo degli iscritti).
| Partito                            | Partito                            | Candidato                          | Primo turno 15 novembre 1857 | Primo turno 15 novembre 1857 | Ballottaggio 19 novembre 1857 | Ballottaggio 19 novembre 1857 |
| Partito                            | Partito                            | Candidato                          | Voti                         | %                            | Voti                          | %                             |
| ---------------------------------- | ---------------------------------- | ---------------------------------- | ---------------------------- | ---------------------------- | ----------------------------- | ----------------------------- |
|                                    | —                                  | Stanislao Caboni                   | 193                          | 55,94                        | 225                           | 62,67                         |
|                                    | —                                  | Domenico Fois                      | 152                          | 44,06                        | 134                           | 37,33                         |
|                                    |                                    |                                    |                              |                              |                               |                               |
| Iscritti                           | Iscritti                           | Iscritti                           | 916                          | 100,00                       | 916                           | 100,00                        |
| ↳ Votanti (% su iscritti)          | ↳ Votanti (% su iscritti)          | ↳ Votanti (% su iscritti)          | 381                          | 41,59                        | 360                           | 39,30                         |
| ↳ Voti validi (% su votanti)       | ↳ Voti validi (% su votanti)       | ↳ Voti validi (% su votanti)       | 345                          | 90,55                        | 359                           | 99,72                         |
| ↳ Schede non valide (% su votanti) | ↳ Schede non valide (% su votanti) | ↳ Schede non valide (% su votanti) | 36                           | 9,45                         | 1                             | 0,28                          |
| ↳ Astenuti (% su iscritti)         | ↳ Astenuti (% su iscritti)         | ↳ Astenuti (% su iscritti)         | 535                          | 58,41                        | 556                           | 60,70                         |

### VII legislatura
Le votazioni si svolsero in 387 collegi uninominali a doppio turno. Come previsto dalla legge elettorale del 20 novembre 1859, era eletto al primo turno il candidato che «riunisce in suo favore più del terzo dei voti del total numero dei membri componenti il collegio e più della metà dei suffragi dati dai votanti presenti all'adunanza» (art. 91). Se nessun candidato era eletto, al ballottaggio tra i due candidati con più voti era eletto chi otteneva il maggior numero di voti (art. 92) o, in caso di ugual numero di voti, il maggiore d'età (art. 93).
| Partito                            | Partito                            | Candidato                          | Primo turno 25 marzo 1860 | Primo turno 25 marzo 1860 | Ballottaggio 29 marzo 1860 | Ballottaggio 29 marzo 1860 |
| Partito                            | Partito                            | Candidato                          | Voti                      | %                         | Voti                       | %                          |
| ---------------------------------- | ---------------------------------- | ---------------------------------- | ------------------------- | ------------------------- | -------------------------- | -------------------------- |
|                                    | Sinistra storica                   | Giovanni Siotto Pintor             | 307                       | 49,92                     | 383                        | 65,92                      |
|                                    | —                                  | Antonio Musso                      | 98                        | 15,93                     | 198                        | 34,08                      |
|                                    | —                                  | Stanislao Caboni                   | 80                        | 13,01                     |                            |                            |
|                                    | —                                  | Augusto De Cossilla                | 71                        | 11,54                     |                            |                            |
|                                    | —                                  | Francesco Mossa Filippi            | 59                        | 9,59                      |                            |                            |
|                                    |                                    |                                    |                           |                           |                            |                            |
| Iscritti                           | Iscritti                           | Iscritti                           | 1 326                     | 100,00                    | 1 326                      | 100,00                     |
| ↳ Votanti (% su iscritti)          | ↳ Votanti (% su iscritti)          | ↳ Votanti (% su iscritti)          | 668                       | 50,38                     | 588                        | 44,34                      |
| ↳ Voti validi (% su votanti)       | ↳ Voti validi (% su votanti)       | ↳ Voti validi (% su votanti)       | 615                       | 92,07                     | 581                        | 98,81                      |
| ↳ Schede non valide (% su votanti) | ↳ Schede non valide (% su votanti) | ↳ Schede non valide (% su votanti) | 53                        | 7,93                      | 7                          | 1,19                       |
| ↳ Astenuti (% su iscritti)         | ↳ Astenuti (% su iscritti)         | ↳ Astenuti (% su iscritti)         | 658                       | 49,62                     | 738                        | 55,66                      |

| Partito                            | Partito                            | Candidato                          | Primo turno 6 maggio 1860 | Primo turno 6 maggio 1860 | Ballottaggio 10 maggio 1860 | Ballottaggio 10 maggio 1860 |
| Partito                            | Partito                            | Candidato                          | Voti                      | %                         | Voti                        | %                           |
| ---------------------------------- | ---------------------------------- | ---------------------------------- | ------------------------- | ------------------------- | --------------------------- | --------------------------- |
|                                    | —                                  | Edoardo Castelli                   | 210                       | 82,35                     | 223                         | 81,99                       |
|                                    | —                                  | Stanislao Caboni                   | 45                        | 17,65                     | 49                          | 18,01                       |
|                                    |                                    |                                    |                           |                           |                             |                             |
| Iscritti                           | Iscritti                           | Iscritti                           | 1 325                     | 100,00                    | 1 325                       | 100,00                      |
| ↳ Votanti (% su iscritti)          | ↳ Votanti (% su iscritti)          | ↳ Votanti (% su iscritti)          | 294                       | 22,19                     | 273                         | 20,60                       |
| ↳ Voti validi (% su votanti)       | ↳ Voti validi (% su votanti)       | ↳ Voti validi (% su votanti)       | 255                       | 86,73                     | 272                         | 99,63                       |
| ↳ Schede non valide (% su votanti) | ↳ Schede non valide (% su votanti) | ↳ Schede non valide (% su votanti) | 39                        | 13,27                     | 1                           | 0,37                        |
| ↳ Astenuti (% su iscritti)         | ↳ Astenuti (% su iscritti)         | ↳ Astenuti (% su iscritti)         | 1 031                     | 77,81                     | 1 052                       | 79,40                       |

| Partito                            | Partito                            | Candidato                          | Primo turno 5 agosto 1860 | Primo turno 5 agosto 1860 | Ballottaggio 9 agosto 1860 | Ballottaggio 9 agosto 1860 |
| Partito                            | Partito                            | Candidato                          | Voti                      | %                         | Voti                       | %                          |
| ---------------------------------- | ---------------------------------- | ---------------------------------- | ------------------------- | ------------------------- | -------------------------- | -------------------------- |
|                                    | Destra storica                     | Giuseppe Grixoni                   | 282                       | 96,58                     | 251                        | 94,72                      |
|                                    | —                                  | Giuseppe Galletti                  | 10                        | 3,42                      | 14                         | 5,28                       |
|                                    |                                    |                                    |                           |                           |                            |                            |
| Iscritti                           | Iscritti                           | Iscritti                           | 1 325                     | 100,00                    | 1 325                      | 100,00                     |
| ↳ Votanti (% su iscritti)          | ↳ Votanti (% su iscritti)          | ↳ Votanti (% su iscritti)          | 307                       | 23,17                     | 265                        | 20,00                      |
| ↳ Voti validi (% su votanti)       | ↳ Voti validi (% su votanti)       | ↳ Voti validi (% su votanti)       | 292                       | 95,11                     | 265                        | 100,00                     |
| ↳ Schede non valide (% su votanti) | ↳ Schede non valide (% su votanti) | ↳ Schede non valide (% su votanti) | 15                        | 4,89                      | 0                          | 0,00                       |
| ↳ Astenuti (% su iscritti)         | ↳ Astenuti (% su iscritti)         | ↳ Astenuti (% su iscritti)         | 1 018                     | 76,83                     | 1 060                      | 80,00                      |

Il deputato Siotto Pintor cessò dalla carica per promozione il 15 aprile 1860 e il collegio fu riconvocato.
Il deputato Castelli fu sorteggiato per eccesso di deputati magistrati il 22 giugno 1860 e il collegio fu riconvocato.